# Nullus sucumbere vel superari possit qui illum in bello detulerit
Nullus sucumbere vel superari possit qui illum in bello detulerit o ningú que ha portat [una arma amb virtuts especials] durant un conflicte pot perdre o guanyar una batalla és una locució llatina medieval. Surt del tractat jurídic De Batalla del 1251 atribuït a Pere Albert, que reglementava els duels, als quals no era considerat net fer intervenir la voluntat de déus, però que la victòria només podia ser el resultat dels capacitats humanes dels adversaris.
Jaume I va aplicar aquest principi a la sentència emesa al plet entre d'Arnau de Cabrera que volia anul·lar la victòria de Bernat de Centelles al seu duel amb Bernat de Cabrera. Arnau de Cabrera feia valer que de Centelles només havia pogut guanyar en utilitzar una arma deslleial, l'Espasa de Vilardell, una espasa de vertut que haurià fet invincible el seu portador.
És l'aplicació medieval del principi del fair play que estipula que no es lluita o juga net quan dos adversaris no utilitzen armes iguals o lluiten amb poders màgics.